# Višaj
Višaj je predznak, ki ton zviša za pol tona. Zvišanemu tonu dodamo končnico -is.
Višaji po vrsti: fis, cis, gis, dis, ais, eis, his.